# دریاچه دلینی کانیون
دریاچه دلینی کانیون (انگلیسی: The Long Canyon) یک دریاچه در استان روستوف کشور روسیه است.